# Episodi di Étoile
La prima e unica stagione della serie televisiva Étoile, composta da otto episodi, è stata interamente pubblicata sulla piattaforma streaming on demand Prime Video il 24 aprile 2025, in tutti i Paesi in cui è disponibile.
| n° | Titolo originale | Titolo italiano | Pubblicazione  |
| -- | ---------------- | --------------- | -------------- |
| 1  | The Swap         | Lo scambio      | 24 aprile 2025 |
| 2  | The Bull         | Il toro         | 24 aprile 2025 |
| 3  | The Fish         | Il pesce        | 24 aprile 2025 |
| 4  | The Hiccup       | L'inciampo      | 24 aprile 2025 |
| 5  | The Rat          | Il topo         | 24 aprile 2025 |
| 6  | The Disaster     | Il disastro     | 24 aprile 2025 |
| 7  | The Slip         | L'errore        | 24 aprile 2025 |
| 8  | The Offer        | L'offerta       | 24 aprile 2025 |

## Lo scambio
- Titolo originale: The Swap
- Diretto da: Amy Sherman-Palladino
- Scritto da: Daniel Palladino e Amy Sherman-Palladino

### Trama
Jack McMillan, direttore esecutivo del Metropolitan Ballet Theater di New York, e Geneviève Lavigne, direttrice ad interim del Ballet National di Parigi, accettano lo scambio delle loro stelle per rilanciare le compagnie in difficoltà. Nel primo episodio, la scoperta di SuSu, una giovane ballerina che si esercita di nascosto nella sala vuota, mette in luce le profonde disuguaglianze economiche tra i danzatori, enfatizzando quanto costi coltivare il talento. Quando a fine puntata Cheyenne Toussaint – la carismatica étoile francese radicale di cui Geneviève ha chiesto il trasferimento – arriva a New York appena uscita da una protesta in mare, l’atmosfera si carica di tensione e anticipa lo scontro tra idealismo e pragmatismo artistico.

## Il toro
- Titolo originale: The Bull
- Diretto da: Daniel Palladino
- Scritto da: Amy Sherman-Palladino e Daniel Palladino

### Trama
Nel secondo episodio, il grande annuncio dello swap avviene durante una conferenza stampa comune che viene però dirottata da Crispin Shamblee, il finanziatore eccentrico della campagna, il quale introduce un toro da corrida alle telecamere, mettendo in ombra i danzatori. Jack appare goffo e imbarazzato in diretta TV, mentre Geneviève deve gestire la reazione dei suoi colleghi allo scambio e le complicazioni legate alla produzione di un’opera con un vero toro. Cheyenne, nel frattempo, recluta Gael, un ex étoile del MBT che lavora in una fattoria, costringendolo a tornare sul palco di fronte a un pubblico internazional-social.

## Il pesce
- Titolo originale: The Fish
- Diretto da: Daniel Palladino
- Scritto da: Amy Sherman-Palladino e Daniel Palladino

### Trama
Crispin tenta di rinominare il “Fish Theater” di New York in “Shamblee Theater” per vendetta contro la famiglia di Jack, scatenando una crisi personale che culmina in un’azione legale paradossale: Jack si denuncia da solo. A Parigi, Geneviève finisce coinvolta in un incidente ecologico causato da una fuoriuscita di petrolio, definita ingenuamente “un semplice intoppo”, attirandosi le critiche degli ambientalisti proprio alla vigilia dell’apertura della stagione condivisa. In entrambi i poli della serie, le dinamiche familiari emergono con forza: Jack scopre i segreti dell’aristocratica madre Clara Fish, mentre Geneviève viene criticata dalla sorella Leonor e affronta il rancore di Mishi, costretta a crescere.

## L'inciampo
- Titolo originale: The Hiccup
- Diretto da: Amy Sherman-Palladino
- Scritto da: Daniel Palladino e Amy Sherman-Palladino

### Trama
Durante la prima ufficiale delle stagioni di MBT e LBN, a Parigi e New York vanno in scena sia pezzi classici che nuove creazioni; la regia mette in luce la magnificenza delle coreografie, da “La Bayadère” al lavoro originale di Marguerite Derricks. La tensione tra Tobias Bell e Cheyenne esplode quando lui la vede danzare un ruolo non assegnatole, generando uno scontro che si risolve solo grazie a un adattamento creativo dei passi, dimostrando che anche gli artisti più testardi possono compromettere per il bene dello spettacolo. L’episodio culmina con il discorso di Cheyenne contro i finanziatori durante un’esibizione di beneficenza, un momento destinato a diventare virale e in linea con la campagna di marketing.

## Il topo
- Titolo originale: The Rat
- Diretto da: Scott Ellis
- Scritto da: Jen Kirkman e Isaac Oliver

### Trama
È la stagione del “Nutcracker” al MBT: Jack e Geneviève propongono una retrospettiva dei documentari di Frederick Wiseman sul balletto, ispirando sia slancio creativo sia tensioni professionali. Jack festeggia il 45º compleanno, un’età fatidica nella sua famiglia, e affronta la propria solitudine quando i suoi figli gli inviano un messaggio di auguri privo di affetto. Cheyenne, ossessionata dall’eccellenza, decide di interpretare lei stessa la Sugar Plum Fairy in tutte le 57 repliche, scatenando l’ira dei colleghi e forzando uno scontro con Gael.

## Il disastro
- Titolo originale: The Disaster
- Diretto da: Scott Ellis
- Scritto da: Thomas Ward

### Trama
L’episodio inizia con Nicholas, direttore artistico del MBT, che cade e sembra morire davanti al Lincoln Center, costringendo Jack a cercare un successore. Nonostante la paura, Nicholas si riprende, sconvolgendo i piani che vedevano Cheyenne favorita per la carica. Nel frattempo, le dinamiche tra Tobias e Gabin toccano il punto più basso: il loro primo pezzo a Parigi viene stroncato dalla critica, Gabin reagisce con immaturità e Tobias si ritrova a gestire rimproveri e consigli da Geneviève. Sul fronte personale, Cheyenne si diverte finalmente al compleanno di Jack, mostrando un lato più giocoso, prima di essere nuovamente umiliata da Crispin.

## L'errore
- Titolo originale: The Slip
- Diretto da: Daniel Palladino
- Scritto da: Daniel Palladino

### Trama
Mishi, invitata a una serata per donne pioniere dall’influente madre Geneviève, si ubriaca e pronuncia un discorso violento e inappropriato nei confronti di tutti i presenti, vomitando letteralmente sul palco, ma ottiene la liberazione emotiva che le serve. In parallelo, Tobias affronta i fantasmi del passato quando Jonathan Groff appare come suo ex fidanzato Kevin, rivelando tensioni ancora irrisolte. La giornata si conclude con il fermo di Gabin per una rissa di strada; Tobias, pur disapprovando, lo difende per valorizzare il suo processo creativo, convincendo Geneviève a reintegrarlo.

## L'offerta
- Titolo originale: The Offer
- Diretto da: Amy Sherman-Palladino
- Scritto da: Amy Sherman-Palladino

### Trama
Di ritorno a casa, Cheyenne riconciliata con la madre Bruna trova conforto nel cercare la tomba del padre e riprende consapevolezza delle proprie radici. Jack, sfruttando la situazione, le propone inaspettatamente di diventare direttrice artistica del MBT; Cheyenne, combattuta, accetta interiormente ma poi vede l’offerta ritirata quando Nicholas decide di restare. La stagione si chiude con un bacio tra Jack e Cheyenne, destinato a complicare le dinamiche di potere e a finire nel dossier delle minacce di Crispin.